# Кирил Џајковски
Кирил Џајковски је македонски музичар и композитор.

## Биографија
Раних осамдесетих је са Милчом Манчевским основао Бастион, први састав електронске музике у СР Македонији. Касније је свирао са групом Леб и сол, са којом је снимио два албума и ишао на турнеје по Балкану и Европи.
Током деведесетих се преселио у Аустралију и почео да експериментише са звуком, комбинујући модерне електронске ритмове са традиционалном македонском музиком. По том концепту је 2000. објавио свој први албум Homebound за америчку издавачку кућу Tone Casualties. Албум је добро прошао код критике у многим деловима света, а хрватско издање Плејбоја га је изабрало за албум године са простора бивше Југославије.
Пошто се вратио у Македонију компоновао је музику за неколико филмова Милча Манчевског. Редовно наступа у Македонији и у иностранству, укључујићу и наступе на Егзиту. Средином августа 2008. године је наступио на београдском Бир Фесту.

## Дискографија
- -{Synthetic Theatre
- Recorded Supplement
- Homebound
- Primitive Science EP
- Религија и секс
- Прашина - филмска музика
- Балканкан - филмска музика}-